# Scaphisoma subalpinum
Scaphisoma subalpinum är en skalbaggsart som beskrevs av Edmund Reitter 1881. Scaphisoma subalpinum ingår i släktet Scaphisoma, och familjen kortvingar. Arten är reproducerande i Sverige.